# ГЕС Кембс
ГЕС Кембс (фр. Kembs) – гідроелектростанція у Франції на Верхньому Рейні. Входить до складу рейнського каскаду, знаходячись між ГЕС Бірсфельден (вище по течії у Швейцарії) та Оттмарсайм. Хоча ця ділянка річки становить кордон між Німеччиною та Францією, остання за умовами Версальського договору має права на її одноосібне  господарське використання.
Розташована дещо вище по течії гребля Кембс перекриває Рейн, спрямовуючи його води у Великий Ельзаський канал. Останній в свою чергу розділяється невеликим острівком на дві частини, у правій з яких споруджено два судноплавних шлюзи, а в іншій біля французького берегу гребля руслової ГЕС. Вона має висоту 27 метрів, довжину 170 метрів та разом з іншими спорудами комплексу утримує водосховище із площею поверхні 2,8 км2 та об'ємом 13 млн м3.
Машинний зал станції обладнано двома турбінами типу Каплан та чотирма гелікоїдними турбінами, які мають сукупну потужність 156 МВт. При напорі у 14,2 метри вони забезпечують виробництво біля 0,9 млрд кВт-год електроенергії на рік.
На ГЕС Кембс розташований диспетчерський центр, з якого здійснюється управління станціями компанії EDF на Рейні.

## Бомбардування 1944 року
Гребля Кембс не піддавалась бомбардуванням до жовтня 1944 року, оскільки союзники тримали цю можливість в резерві на випадок наступу до долини Верхнього Рейну. Нарешті 7 жовтня тринадцять Ланкастерів із 617 ескадрильї Королівських ВПС приступили до операції проти греблі з використанням спеціальних бомб Tallboy. Сім машин провадили бомбування позицій зенітної артилерії (їх також атакували «Мустанги» прикриття), тоді як шість Ланкастерів знизились до висоти 300 метрів для скидання бомб по гідрокомплексу. Після двох уражень був пошкоджений один із шлюзів, внаслідок чого почався активний витік води із сховища. За задумом командування союзників це повинно було ускладнити комунікацію німців із тиловим районом на східному березі Рейну в умовах наступу союзних армій та одночасно позбавити німців можливості в подальшому перешкодити форсуванню Рейну шляхом відкриття шлюзів ГЕС. Під час нальоту два Ланкастери із нижньої групи були збиті зенітною артилерією. Екіпаж однієї машини зміг вижити при падінні у Рейн, проте після захоплення у полон був розстріляний за наказом місцевого німецького урядовця (страчений у 1946 році).